# Menhire von Totronald

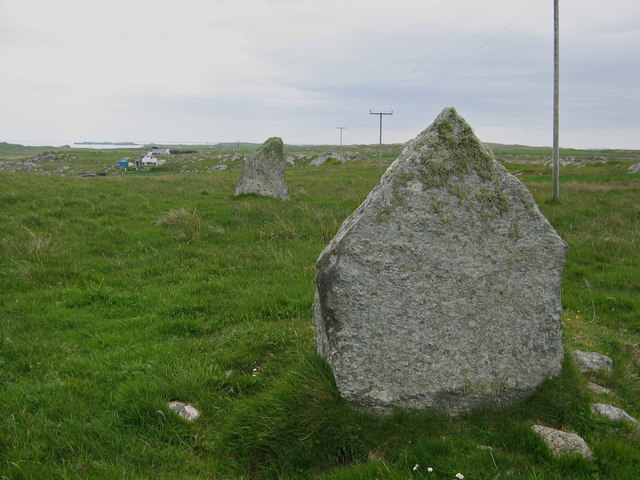
Nordstein im Vordergrund

Die Menhire von Totronald (auch Na Sgialaichean genannt – englisch Standing stones) stehen auf dem Kamm eines Bergrückens nahe dem Flugfeld auf der Hebrideninsel Coll in Argyll and Bute in Schottland.
Sie haben einen Abstand von 14 m.
Aus ihren relativen Positionen geht hervor, dass die beiden Menhire nie Teil eines Kreises waren (wofür sie zunächst angesehen wurden). Die lokale Überlieferung besagt, dass sie alte Bestattungsmarkierungen sind. Die Nord-Süd orientierten Steine, jeder mit einer Steinpackung an der Basis, stehen etwa 40,0 Meter auseinander.
Der Stein im Norden ist 1,4 m hoch, 1,2 m breit und 0,3 m dick. Er ist fünfeckig mit einer dachförmigen Spitze. Eine niedrige, etwa 2,0 m breite und 0,2 m hohe teilweise mit Rasen bedeckte Ansammlung von Steinen und Erde liegt an der Südseite. Der Südstein ist unregelmäßig geformt, 1,5 m hoch, 1,3 m breit an der Basis und 0,4 m dick.
Auf der Oberseite des oben flacheren Südsteins befindet sich ein künstliches Loch von 4,0 cm Durchmesser und 5,0 cm Tiefe, das wahrscheinlich jüngeren Datums ist.

## Ausrichtung
G. Higginbottom et al. nehmen an, dass die Steinsetzung die südlichste Position des Monduntergangs anzeigt und dass ähnliche Steinsetzungen auf Coll und Tiree existieren.